# Flenningeskogens naturreservat
Flenningeskogens naturreservat är ett naturreservat i Heby kommun i Uppsala län.
Området är naturskyddat sedan 2004 och är 28 hektar stort. Reservatet består av urskogsliknande barrskog och lövträd närmare sjön Södra Flänningen.